# Ona estacionària

Ona estacionària. L'ona incident i la reflectida es mostren en blau i vermell

Una ona estacionària es forma per la interferència de dues ones de la mateixa naturalesa amb igual amplitud, longitud d'ona i freqüència que avancen en sentit oposat a través d'un mitjà.
Les ones estacionàries romanen confinades en un espai (corda, tub amb aire, membrana, etc.). L'amplitud de l'oscil·lació per a cada punt depèn de la seva posició, la freqüència és la mateixa per a tots i coincideix amb la de les ones que interfereixen. Hi ha punts que no vibren (nodes), que romanen immòbils, estacionaris, mentre que altres (ventres o antinodes) ho fan amb una amplitud de vibració màxima, igual al doble de la de les ones que interfereixen, i amb una energia màxima. El nom d'ona estacionària prové de l'aparent immobilitat dels nodes. La distància que separa dos nodes o dos antinodes consecutius és mitja longitud d'ona.
Es pot considerar que les ones estacionàries no són ones de propagació sinó les diferents maneres de vibració de la corda, el tub amb aire, la membrana, etc. Per a una corda, tub, membrana, ... determinats, només hi ha certes freqüències a les quals es produeixen ones estacionàries que es diuen freqüències de ressonància. La més baixa s'anomena freqüència fonamental, i les altres són múltiples sencers d'ella (doble, triple...).
Una ona estacionària es pot formar per la suma d'una ona i la seva ona reflectida sobre un mateix eix (x o y)
:)
- Quan arriba a una cresta consecutiva, havent recorregut una vall.
- Viceversa.

Es poden obtenir per la suma de dues ones atenent a la fórmula:
{\displaystyle \displaystyle y_{1}=A\sin(kx+\omega t)}
{\displaystyle \displaystyle y_{2}=A\sin(-kx+\omega t)}
{\displaystyle \displaystyle y=y_{1}+y_{2}=A(\sin(kx+\omega t)+\sin(-kx+\omega t))}
Sent per x = 0 i t = 0, llavors y = 0; per un altre cas s'ha d'afegir el seu corresponent angle de desfasament.
Aquesta fórmula ens dona com a resultat:
{\displaystyle y(x,t)=2A\cos(kx)\cdot \sin {(\omega t)}}
Sent {\displaystyle k={\frac {2\pi }{\lambda }}\,} i {\displaystyle \omega =2\pi f={\frac {2\pi }{T}}\,}

## Ventres i nodes
* Es produeix un ventre quan {\displaystyle \displaystyle \sin(kx)=+1{\text{o}}-1}, sent {\displaystyle kx={\frac {\pi }{2}},{\frac {3\pi }{2}},...,{\frac {(2n+1)\pi }{2}}} per {\displaystyle \forall n\in \mathbb {Z} }

* {\displaystyle {\text{Si }}k={\frac {2\pi }{\lambda }}}, aleshores {\displaystyle x=\left(n+{\frac {1}{2}}\right)\cdot {\frac {\lambda }{2}}\qquad } per {\displaystyle \forall n\in \mathbb {Z} }
* Es produeix un node quan {\displaystyle \displaystyle \sin(kx)=} {\displaystyle \displaystyle 0}, sent {\displaystyle \displaystyle kx=0,\pi ,...,n\pi } per {\displaystyle \forall n\in \mathbb {Z} }

* {\displaystyle {\text{Si }}k={\frac {2\pi }{\lambda }}}, aleshores {\displaystyle x=n\cdot {\frac {\lambda }{2}}\qquad } per {\displaystyle \forall n\in \mathbb {Z} }
Sent {\displaystyle {\lambda }} la longitud de l'ona.

## Ones estacionàries en una corda

Maneres normals de vibració en una corda.

La formació d'ones estacionàries en una corda es deu a la suma (combinació lineal) d'infinits modes de vibració, anomenats modes normals, els quals tenen una freqüència de vibració donada per la següent expressió (per una manera n):
{\displaystyle f_{n}={\frac {nv}{2L}}}
On {\displaystyle v} és la velocitat de propagació, normalment en fa {\displaystyle v={\sqrt {\frac {T}{\mu }}}} per a una corda de densitat {\displaystyle \mu } i tensió {\displaystyle T}.
La freqüència més baixa per a la qual s'observen ones estacionàries en una corda de longitud L és la que correspon a n = 1 en l'equació dels nodes (vista anteriorment), que representa la distància màxima possible entre dos nodes d'una longitud donada. Aquesta es denomina freqüència fonamental, i quan la corda vibra d'aquesta manera no es presenten nodes intermedis entre els seus dos extrems. La següent possibilitat en l'equació, el cas n = 2, es diu segon harmònic, i presenta un node intermedi.
* {\displaystyle {\text{Si }}x=L{\text{ i }}\lambda =\lambda _{n}{\text{ llavors }}L=n\cdot {\frac {\lambda _{n}}{2}}\qquad {\text{sent }}L{\text{ la longitud de la corda donada}}}
Aïllem {\displaystyle \lambda _{n}}:
* {\displaystyle \lambda _{n}={\frac {2L}{n}}}

## Ones estacionàries en línies de transmissió d'ones de ràdio
En transmissió d'ones de ràdio, les ones estacionàries en les línies de transmissió són summament perilloses per a la integritat física dels components. Un aparell, el ROE-metre, mesura el percentatge de l'ona incident que és reflectida.
En el cas ideal en què s'establís una ona estacionària en la línia de transmissió, el transmissor acabaria per destruir.
Una ROE (Relació d'Ona Estacionària) d'1,5 equival a una reflexió de 4% de l'ona incident, i s'admet que és el màxim que un transmissor de 100 Watts a transistors pot suportar sense patir danys. En canvi, els transmissors a vàlvules són menys sensibles a les ones estacionàries.

## Ones sonores estacionàries
És un fenomen relacionat amb la reflexió de les ones: el so, la llum i altres fenòmens.
Una ona estacionària es produïx per la suma d'una ona i la seua ona reflectida sobre un mateix eix. La longitud d'ona de l'ona estacionària és o la meitat o un múltiple de la meitat de la longitud d'ona de la incident.
Depenent com coincidisquen les fases de l'ona incident i de la reflectida, es produirà una modificació de l'ona resultant (augmenta l'amplitud o disminuïx), per la qual cosa el so resultant pot ser desagradable.
Quan la longitud de l'ona estacionària és igual a una de les dimensions d'una sala (llarg, alt o ample), es diu que la sala està en ressonància. L'efecte és encara més desagradable si és el cas. Hi ha punts on no arriba cap so (interferència destructiva) i altres on l'amplitud es doblega (interferència constructiva). Gràficament, si vérem l'ona voríem que la sinusoide ha desaparegut i l'ona ha adquirit forma de dents de serra.
L'ona estacionària també s'anomena eigentò o mode de la sala.
Tota aquesta descripció feta per les ones sonores també és aplicable a ones electromagnètiques (llum).